# Berezne
Berezne (ukrajinsky Березне; rusky Березно – Berezno; polsky Bereźne) je město v Rovenské oblasti na Ukrajině. Leží na pravém břehu Sluče 66 kilometrů severovýchodně od Rovna, správního střediska oblasti. V roce 2013 žilo v Berezném přes dvanáct tisíc obyvatel.
Nejbližší železniční stanice k Bereznému je Malynsk, který leží 22 kilometrů na severozápad na železniční trati z Rovna do Sarn.

## Historie
Berezne bylo založeno roku 1445. Patřilo tehdy pod Polsko-litevskou unii. Po vytvoření Republiky obou národů se připojilo k Polskému království, kde zůstalo až do dělení Polska. Území získalo Ruské impérium, v roce 1919 však bylo Berezne opět připojeno k Polsku. Do roku 1939 město patřilo do Kostopilského okresu Volyňského vojvodství.
Za období druhé polské republiky zde byla umístěna posádka 2. hraničářského praporu Sboru ochrany pohraničí. V roce 1943, během takzvané volyňské genocidy, bylo ukrajinskými nacionalisty z Ukrajinské povstalecké armády zavražděno 96 etnických Poláků žijících v Bereznu. Přeživší následně prchli do větších měst, jako například Rovno. V červnu 1945 byli pak zbylí Poláci přinuceni Berezno opustit.